# انقراض نهاية العصر الإدياكاري

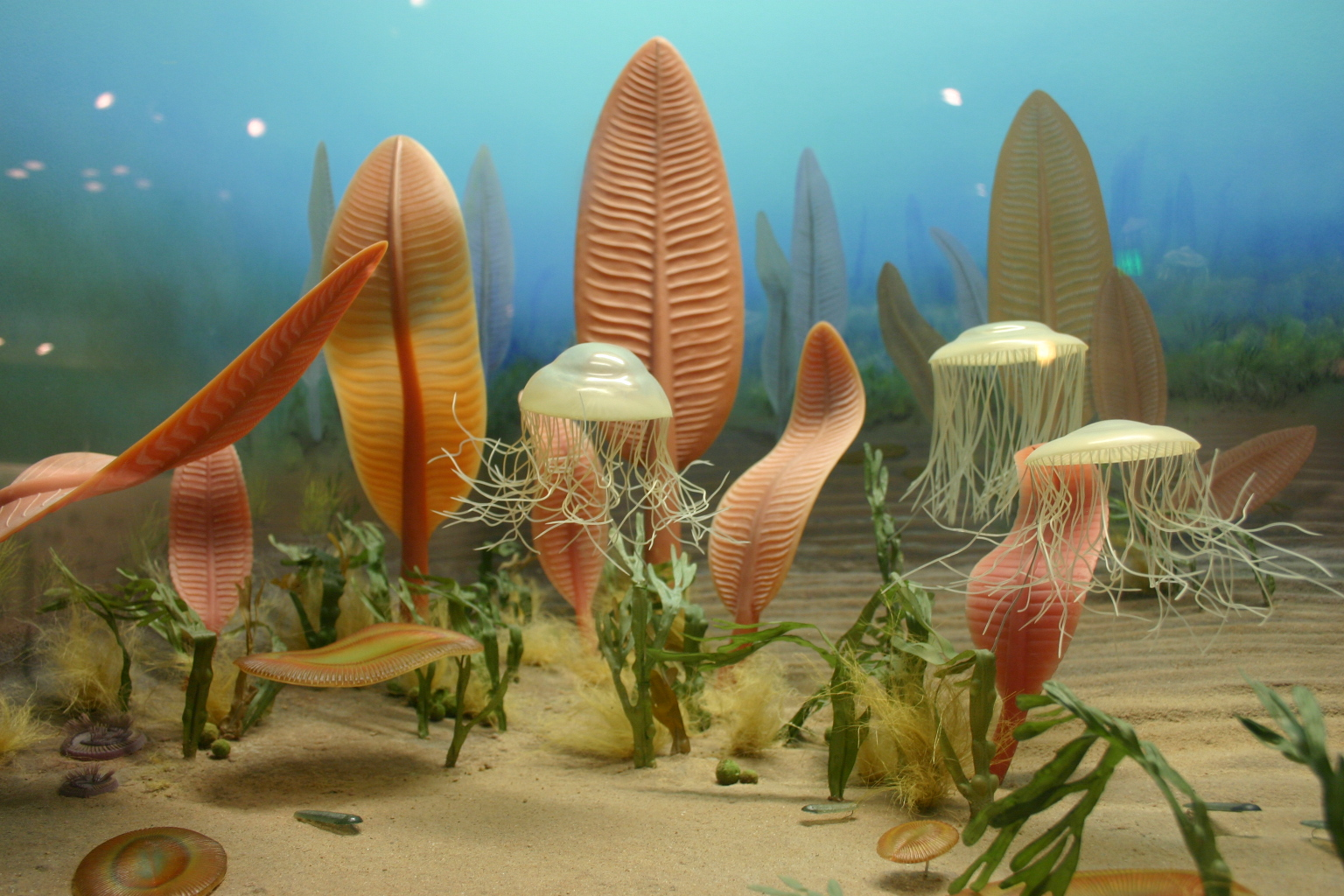
انقرضت معظم الكائنات الإدياكارية الموجودة في هذه الصورة بسبب حدث الانقراض.

انقراض نهاية العصر الإدياكاري هو انقراض جماعي يُعتقد أنه حدث بالقرب من نهاية العصر الإدياكاري، الفترة الأخيرة من دهر الطلائع. تشمل الأدلة التي تشير إلى حدوث مثل هذا الانقراض الجماعي انخفاضًا هائلاً في تنوع الأكريتارك والاختفاء المفاجئ للحيوات الإدياكارية والكائنات المتكلسة، والفجوة الزمنية قبل "استبدال" الكائنات الكمبري بها. تشير بعض خطوط الأدلة إلى أنه ربما كان هناك نبضتان متميزتان لحدث الانقراض، واحدة حدثت قبل 550 مليون سنة والأخرى قبل 539 مليون سنة.
يُعد نهاية العصر الأدياكاري، الذي استمر لمدة 541 مليون سنة تقريباً، حدثًا هامًا في تاريخ الحياة على الأرض. وعلى الرغم من أنه لم يكن انقراضًا فجائيًا مثل بعض الانقراضات الأخرى، إلا أنه يعتبر نقطة تحول هامة في تطور الكائنات الحية. تشير الأدلة الجيولوجية إلى أن العديد من الأحياء الأدياكارية تنقرضت تدريجيًا وانخفضت تنوعها خلال الفترة المؤديّة إلى نهاية العصر. تعزى هذه الظاهرة إلى عوامل بيئية متعددة وتغيرات في المستويات البيولوجية والجيولوجية واحدة من العوامل الرئيسية التي تعتقد أنها أثرت على نهاية العصر الأدياكاري هي تغيرات المناخ والبيئة. في ذلك الوقت، كان هناك تغيرات في مستويات الاكسجين والحموضة في المحيطات، وتقلبات في درجات الحرارة، وارتفاع مستويات البحار والأوقات المتقطعة للتجمد. بالإضافة إلى ذلك، يُعتقد أن التنافس بين الكائنات الأدياكارية نفسها قد تسبب في انقراض بعض الأنواع. قد تكون الموارد المحدودة والتغيرات في التوازن البيئي أدت إلى تنافس شديد على الغذاء والمساحة والموارد الأخرى. على الرغم من نهاية العصر الأدياكاري وانقراض الكثير من الأحياء الأدياكارية، فإنها فترة مهمة في تاريخ الحياة على الأرض، حيث تمهد الطريق لظهور الحياة المتعددة الخلايا والانفجار الكامبري. تطورت الكائنات المتعددة الخلايا بشكل كبير في العصر الكمبري، وتنوعت بشكل كبير لتشمل العديد من الفصائل الحيوانية المعروفة حاليًا.